# Eugenio Granell
Eugenio Granell Fernández (Corunha, Galiza, 28 de novembro de 1912 — 24 de outubro de 2001) foi um artista espanhol, considerado por alguns como o último pintor espanhol surrealista.
Em 1927 ele criou a revista SIR (Sociedad Infantil Revolucionaria), com o seu irmão Mario, e em 1928 foi matriculado na Escola Superior de Música Conservatorio del Real, em Madri. Entre seus amigos estavam Maruja Mallo, Joaquín Torres García, Alberto Sánchez e Ricardo Baroja. Um membro da Poum (Partido dos Trabalhadores para a Unificação Marxista), durante a Guerra Civil, ele contribuiu ativamente para jornais, como La Nueva Era, La Batalla e El Combatiente Rojo.
Em 1939 foi exilado na França e, posteriormente, na República Dominicana. Sua afiliação com Trotsky fez dele o inimigo de fascistas e Stalinistas e orientou-o no sentido de uma vida marcada por mudanças de residência. María Zambrano como disse, durante a primeira metade do século XX, a Espanha era uma "mestra de dispersão e desperdício", uma vez que obrigou muitos de seus mais destacados artistas e intelectuais em um voo doloroso para outros países. Granell foi um desses exilados desde a mais tenra idade. Esteve na França, República Dominicana,Porto Rico, Guatemala e Nova Iorque. Em 1955, viajou com Granell Zanetti Candle para Nova York e criou uma forte amizade com Marcel Duchamp. Entre 1957 e 1985, viveu principalmente no Upper West Side de Manhattan, Nova Iorque, e foi Professor Emérito de Literatura Espanhola na City University of New York (CUNY).
Em 1995 ele abriu a Fundación Granell na sua cidade de Santiago de Compostela, Galiza. O único museu do mundo dedicado inteiramente ao surrealismo, que detém cerca de 600 dos seus quadros, juntamente com obras por Picabia, Duchamp e Man Ray.
A obra de Granell é influenciada pelos lugares onde viveu, em especial a exuberância das Caribe e da mistura de culturas espanholas e culturas nativas. Surrealismo não tem nenhuma função social da arte que não seja a de libertadora do indivíduo e da sociedade face à repressão da razão, permitindo que o criador de expressar o seu instinto e sonhos. Em 1959, André Breton organizou uma exposição denominada A Homenagem ao Surrealismo exposições para celebrar o quadragésimo aniversário do Surrealismo, que exibiu obras de Salvador Dalí, Joan Miró, Enrique Tábara e Eugenio Granell.